# Square Dance Series
Square Dance Series è una serie di cinque singoli (45 giri) della cover band statunitense Me First and the Gimme Gimmes, pubblicati per la Fat Wreck Chords a partire da ottobre 2007.
Dalla loro nascita nel 1995, i Me First and the Gimme Gimmes hanno pubblicato i loro primi 13 singoli sempre per etichette discografiche differenti (solo il primo singolo, Denver, fu pubblicato attraverso la Fat Wreck Chords). Con la Square Dance Series tornano dunque a pubblicare singoli per la propria etichetta discografica.
Tutti i singoli della Square Dance Series sono edizioni limitate, pubblicati ciascuno in circa 3 000 copie (il numero esatto di copie varia per ciascun singolo). Per ciascun singolo circa 1 000 copie (vendute direttamente dal sito della Fat Wreck Chords) sono state realizzate in vinile nero quadrato; le restanti 2 000 copie circa (vendute da altri negozi, fisici o online) sono state realizzate in vinile colorato rotondo.
Ciascun singolo è dedicato ad un artista country; il lato A è tratto dal loro album Love Their Country, mentre il lato B è una cover inedita dello stesso artista (registrata durante le sessioni di Love Their Country).

## Singoli
- 2007 – Dolly
- 2007 – Cash
- 2007 – Willie
- 2008 – Kenny
- 2008 – Jerry